# Тумаг
Тумаг, или Тумги (ингуш. ТӏумгIе) — аул в Джейрахском районе Ингушетии. Родовое село ингушского тейпа ТӏумгIой.

## География
Расположено на юге Ингушетии на границе с Грузией, к западу от реки Ассы. Находится в Тумгойском ущелье.

## История
Тумги относился к Хамхинскому шахару (обществу). 

## Достопримечательности
Тумги — башенный поселок замкового типа. В Тумги 1 боевая и 15 жилых башен. Все они полуразрушены. Аул защищает стена позднего средневековья. Боевая башня 5 этажная, высота 24 метра, толщина стен 90 см у основания, квадратная (5,25×5,25 м). Боевая башня построена не позднее XVI века. В Тумги 2 склеповых могильника, первый состоит из 6 полу подземных склепов и датирован XIII-XV веком, второй из 17 наземных гробниц разных стилей, датирован XVI-XVIII веком. Также в Тумги есть средневековый храм «Тумгой-Ерда», длиной около 10 метров, шириной 4,3 метра, высотой 3 метра.